# Bernhard Hennen
Bernhard Hennen (ur. 1966 w Krefeld) – niemiecki pisarz, autor literatury fantasy oraz opowiadań historycznych. Od 2002 wraz żoną, córką i synem mieszka w mieście, w którym się urodził. Pozostaje w bliskiej przyjaźni z Wolfgangiem Hohlbeinem i podobnie jak on, jest fanem miniature wargaming i przyznaje, że używa kolekcji figurek do planowania przebiegu walk w swoich powieściach.

## Życiorys
Studiował germanistykę, archeologię i historię na Uniwersytecie w Kolonii, a następnie pracował jako dziennikarz radiowy wschodnioniemieckiej rozgłośni WDR i pełnił funkcję redaktora czasopisma ZauberZeit (z niem. Czas Zaklęć), zajmującego się tematyką książek i gier fantasy.
Stworzył wiele książek przygodowych do najlepiej sprzedającej się w Niemczech gry fabularnej Das Schwarze Auge (z niem. Czarne Oko).
Jako dziennikarz radiowy podróżował po Ameryce Środkowej i Bliskim Wschodzie.

## Twórczość
W 1994 wraz z Wolfgangem Hohlbeinem napisał swoją pierwszą powieść Das Jahr des Greifen, która w tym samym roku otrzymała wyróżnienie najlepszej niemieckiej powieści fantasy.
W utworze Die Nacht der Schlange transponował powieść Friedricha Dürrenmatta Sędzia i jego kat w gatunek fantasy. Na skutek zaniedbania wydawcy, zabrakło zaplanowanego odniesienia do oryginału, co spowodowało serię zarzutów o plagiat.
Wiele powieści Hennena, napisanych pod koniec dwudziestego wieku, doczekało się wznowień i nowych opracowań. Poniższa lista zawiera tytuły wraz z rokiem ich najnowszych wydań, a w nawiasach przedstawione są informacje o wcześniejszych publikacjach.

### Cykl "Czarne Oko"
"Czarne Oko" (niem. Das Schwarze Auge – DSA) obejmuje zarówno powieści, jak i scenariusze do gier fabularnych zebranych pod tą samą nazwą.

#### Powieści i opowiadania
- 1996 – Der Tanz der Rose
- 1996 – Die Ränke des Raben
- 1996 – Das Reich der Rache

Te trzy utwory składały się na minicykl pt. Drei Nächte im Fasar i ukazywały się w serii powieści DSA nakładem wydawnictwa Heyne jako zeszyty nr 12, 13 i 14. W 2002 zostały po raz pierwszy zebrane i wydane jako jedna książka.
- 1997 – Das Gesicht am Fenster

Powieść wydana przez wydawnictwo Heyne w serii DSA, jako zeszyt nr 24.
- 2000 – Die Nacht der Schlange

Powieść wydana przez wydawnictwo Heyne w serii DSA, jako zeszyt nr 45.
- 2003 – Im Schatten des Rabens (tom zawierał dwie powieści kryminalne: Das Gesicht am Fenster oraz Die Nacht der Schlange)
- 2007 – Rabensturm (zebrane i zredagowane Die Nächte im Fasar)
- 2009 – Rabengott (zebrane i zredagowane Das Gesicht am Fenster)

#### Scenariusze gier fabularnych (przygodówki)

##### Saga Phileassona
- 1990 – Folge dem Drachenhals
- 1990 – Auf der Spur des Wolfes
- 1991 – Wie der Wind der Wüste
- 1991 – Inseln im Nebel
- 1999 – Die Phileasson-Saga (2. wydanie zebrane)
- 2009 – Die Phileasson-Saga (3. wydanie, opracowane i uzupełnione)

##### Inne przygodówki
1999 – Rausch der Ewigkeit (wspólnie z Thomasem Finnem und Hadmarem Wieserem) 
2005 – Zorn der Eiselfen

### Cykl o Elfach
Po napisaniu pierwszej powieści o Elfach, Hennen przyznał, że zaplanował ją tak, by w przyszłości móc uzupełnić "luki czasowe". W rzeczywistości Die Elfen można podzielić na trzy okresy czasowe, między którymi mija wiele lat a wręcz pokoleń. I tak powstały kolejne tomy. Wewnętrzna chronologia cyklu przedstawia się więc następująco:

1. Die Elfen – okres pierwszy
2. Elfenwinter
3. Elfenlicht
4. Elfenkönigin
5. Die Elfen – okres drugi
6. Elfenritter
  - Die Ordenburg
  - Die Albenmark
  - Das Fjordland
7. Die Elfen – okres trzeci

- 2004 – Die Elfen – wspólnie z Jamesem A. Sullivanem (później wyd. specjalne w 2009)
- 2005 – Elfenwinter
- 2006 – Elfenlicht
- 2009 – Elfenlied – dodatek do cyklu, zawierający autobiografię Gandy Silberhanda pióra Ollowaina; cykl wierszy wróżki Mondblüte z komentarzem Gandy; chronologię pierwszych trzech powieści cyklu; making-off albumu o elfach.
- 2009 – Elfenkönigin

Elfenritter
- 2007 – Cz. 1: Die Ordenburg
- 2008 – Cz. 2: Die Albenmark
- 2008 – Cz. 3: Das Fjordland

### Das Jahr des Greifen
Das Jahr des Greifen to debiut powieściowy Hennena z 1993. Cykl został napisany wspólnie z Wolfgangiem Hohlbeinem i był kilkakrotnie wznawiany.
- 2007 – Der Sturm (I wyd. w 1993, wznawiane w 1995 i 2003 jako powieści zebrane i przeredagowane)
- 2007 – Die Amazone (I wyd. w 1994, wznawiane w 1995 i 2003 jako powieści zebrane i przeredagowane)
- 2007 – Die Entdeckung (I wyd. w 1994, wznawiane w 1995 i 2003 jako powieści zebrane i przeredagowane)

### Cykl o Nibelungach
- 2003 – Der Ketzerfürst (I wyd. w 1997)
- 2003 – Das Nachtvolk (I wyd. w 1997)

### Powieści historyczne
- 2002 – Der Tempelmord (I wyd. w 1996) – kryminał o czasach Kleopatry
- 2003 – Der Flötenspieler (I wyd. w 1996) – kryminał o czasach Kleopatry
- 2003 – Die Husarin (I wyd. w 1998)
- 2003 – Die Könige der ersten Nacht (I wyd. w 1999)

### CyklGezeitenweltMagusa Magellana
Cykl Gezeitenwelt (z niem. świat pływów) został stworzony przez Hennena razem z Hadmarem von Weiserem, Karlem-Heinzem Witzko i Thomasem Finnem, pod wspólnym pseudonimem Magus Magellan.
- 2002 – Der Wahrträumer. Gezeitenwelt 1 – ISBN 3-492-26541-3
- 2004 – Das Geheimnis der Gezeitenwelt – Die Saga von der Wiedergeburt der Magie – ISBN 3-492-26566-9

### Inne powieści
- 2007 – Nebenan (I wyd. w 2001)
- 2005 – Alica und die Dunkle Königin

## Opowiadania
- 1995 – Bombenstimmung w zbiorze bożonarodzeniowych kryminałów pt. Süßer die Schüsse nie klingen pod red. Dorothee Sager
- 1996 – Im Namen der Göttin w zbiorze kryminałów o czasach antycznych pt. Götter, Sklaven und Orakel pod red. Doris Mendlewitsch
- 1996 – Ruth w Das Magazin 1996, Nr 31
- 1996 – Das goldene Tor w zbiorze Morde hinter Klostermauer pod red. Doris Mendlewitsch
- 1998 – Am Aschermittwoch w zbiorze Fantasy Selection 1999 pod red. Wolfganga Hohlbeina
- 1999 – Mondträume w zbiorze Fantasy Selection 2000 pod red. Wolfganga Hohlbeina (I wyd. w zbiorze Mondzauber pod red. Reihnharda Rohna z 1996)
- 2000 – Stürmische Zeiten w zbiorze Fantasy Selection 2001 pod red. Wolfganga Hohlbeina
- 2004 – Eine Frage des Glaubens w zbiorze Tolkiens Geschöpfe pod red. Erika Simona (I wyd. w 2003)
- 2005 – Wes Lied ich sing w zbiorze Mönche, Mörder und Mysterien pod red. Julii Kotzschmar (I wyd. w 1995 pod red. Doris Mendlewitsch)

## Publikacje w prasie
Bernhard Hennen opublikował wiele artykułów na temat swoich dzieł w takich czasopismach, jak Wunderwelten, Nautilus oraz Mephisto.

## Wyróżnienia i nagrody
1992 – Insel im Nebel, 1. miejsce w kategorii najlepszego podręcznika do gry fabularnej. Nagroda przyznawana przez czytelników czasopisma ZauberZeit.